# Argas (garrapata)
Argas es un género de garrapatas.

## Especies
- Argas abdussalami Hoogstraal & McCarthy, 1965
- Argas acinus Whittick, 1938
- Argas africolumbae Hoogstraal, Kaiser, Walker, Ledger, Converse & Rice, 1975
- Argas arboreus Kaiser, Hoogstraal & Kohls, 1964
- Argas assimilis Teng & Song, 1983
- Argas beijingensis Teng, 1983
- Argas beklemischevi Pospelova-Shtrom, Vasil'eva & Semashko, 1963
- Argas brevipes Banks, 1908
- Argas brumpti Neumann, 1907
- Argas bureschi Dryenski, 1957
- Argas canestrinii Birula, 1895
- Argas cooleyi Kohls & Hoogstraal, 1960
- Argas cooleyi McIvor, 1941
- Argas cucumerinus Neumann, 1901
- Argas dalei Clifford, Keirans, Hoogstraal & Corwin, 1976
- Argas delanoei Roubaud & Colas-Belcour, 1931
- Argas dulus Keirans, Clifford & Capriles, 1971
- Argas eboris Theiler, 1959
- Argas echinops Hoogstraal, Uilenberg & Blanc, 1967
- Argas falco Kaiser & Hoogstraal, 1974
- Argas foleyi Parrot, 1928
- Argas giganteus Kohls & Clifford, 1968
- Argas gilcolladoi Estrada-Peña, Lucientes & Sánchez, 1987
- Argas hermanni Audouin, 1827
- Argas himalayensis Hoogstraal & Kaiser, 1973
- Argas hoogstraali Morel & Vassiliades, 1965
- Argas japonicus Yamaguti, Clifford & Tipton, 1968
- Argas keiransi Estrada-Peña, Venzal & González-Acuña, 2003
- Argas lagenoplastis Froggatt, 1906
- Argas lahorensis Neumann, 1908
- Argas latus Filippova, 1961
- Argas lowryae Kaiser & Hoogstraal, 1975
- Argas macrostigmatus Filippova, 1961
- Argas magnus Neumann, 1896
- Argas miniatus Koch, 1844
- Argas monachus Keirans, Radovsky & Clifford, 1973
- Argas monolakensis Schwan, Corwin & Brown, 1992
- Argas moreli Keirans, Hoogstraal & Clifford, 1979
- Argas neghmei Kohls & Hoogstraal, 1961
- Argas nullarborensis Hoogstraal & Kaiser, 1973
- Argas peringueyi Bedford & Hewitt, 1925
- Argas persicus Oken, 1818
- Argas peusi Schulze, 1943
- Argas polonicus Siuda, Hoogstraal, Clifford & Wassef, 1979
- Argas radiatus Railliet, 1893
- Argas reflexus Fabricius, 1794
- Argas ricei Hoogstraal, Kaiser, Clifford & Keirans, 1975
- Argas robertsi Hoogstraal, Kaiser & Kohls, 1968
- Argas sanchezi Dugès, 1887
- Argas streptopelia Kaiser, Hoogstraal & Horner, 1970
- Argas striatus Bedford, 1932
- Argas theilerae Hoogstraal & Kaiser, 1970
- Argas transgariepinus White, 1846
- Argas tridentatus Filippova, 1961
- Argas vansomereni Keirans, Hoogstraal & Clifford, 1977
- Argas vulgaris Filippova, 1961
- Argas walkerae Kaiser & Hoogstraal, 1969
- Argas zumpti Hoogstraal, Kaiser & Kohls, 1968